# Hexatoma (Eriocera) diengensis
Hexatoma (Eriocera) diengensis is een tweevleugelige uit de familie steltmuggen (Limoniidae). De soort komt voor in het Oriëntaals gebied.